# Fördős Lajos
Fördős Lajos (Gyönk, 1817. június 7. – Kecskemét, 1884. május 5.) református lelkész, főesperes, író, költő.

## Élete
Fördős Dávid és Gál Zsuzsanna fia volt. Mostohaanyja, Vecsey Sára nevelte és Kőröshegyen töltötte gyermekéveit; a latin iskolákra Gyönkre, Pápára és ismét Gyönkre ment, ahol az alsó osztályokat bevégezte. Pápán a felsőbb osztályokat járta és hat év alatt a három tanfolyamot (bölcseletet, jogot, teológiát) végezte. A lelkészi pályára készülve, a szülői házhoz ment, és 1838-ban vizsgát tett; azután egy évig nevelő volt Nagykőrösön Halász József házánál, ahonnét 1839 tavaszán Polgár Mihály kecskeméti lelkész hivta magához káplánnak. 1841-ben kisújszállási lelkész lett; itt telepedett le s családot alapított, folytatva egyházi s irodalmi munkásságát. 1847-ben Kunszentmiklósra ment papnak, ahol erélyesen küzdött a Thun-rendszer ellen.
1856-ban a kecskeméti egyház hívta meg lelkészének. A pesti teológiai intézetben vetélytársa támadt a kecskeméti kollégiumnak; a harc hosszan tartott és abban Fördős erőteljesen védte Kecskemét jogait. 1861-ben a kecskeméti egyházmegye főjegyzőjévé és a dunamelléki egyházkerület birájává választotta. A restauráció elvének hive levén, ez utóbbi hivataláról 1864-ben lemondott, de újra megválasztották. Az egyetemes tanügyi bizottságnak és a negyedik egyházkerület konventjének több ízben volt pót- és rendes tagja. Egyházmegyéje 1866-ban al-, 1869-ben főesperesévé választotta s elnöke volt a szlavóniai misszió-bizottságnak és a magyarországi protestáns egyletnek. 1881-ben egyházmegyéje küldte őt a debreceni zsinatra, ahol mint a dunamelléki egyházkerület esperesei közt legidősebbik, a távol maradt Török Pál püspököt helyettesítette.

## Munkái

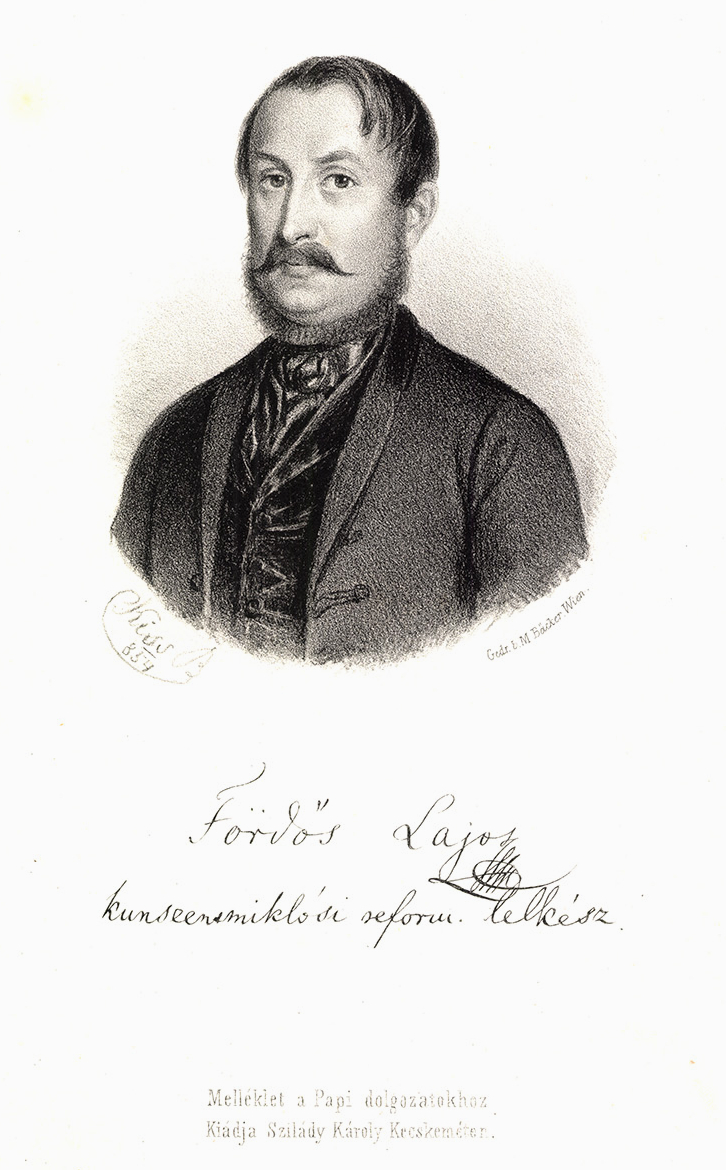
Fördős Lajos kunszentmiklósi református lelkész

- Áhitatos hölgy. Elmélkedések és imák művelt prot. hölgyek használatára. Kecskemét, 1846. (Szivós Mihálylyal együtt. 2. bőv. kiadás. Kecskemét, 1852. E kiadásból a rendőrség a hazáért való imákat kitiltotta, helyökbe urvacsoraiak tétettek. 3. k. Pest, 1867. és Bpest, 1876.).
- Egyházi szertartási beszédek. Készítették Sz. F. L. és Sz. M. (Szivós Mihály.) Kecskemét, 1847.
- Buzgóság szárnyai, melyeken a kegyes lélek Istenhez emelkedik. Imádságok protestáns keresztyén nép számára. Kecskemét, 1852. (2. bőv. kiadás. Kecskemét, 1853. 3. k. Pest, 1868.)
- Egyházi beszédei 1. füzet, Kecskemét, 1850. (a Különféle viszonyokra vonatkozó papi dolgozatok 2. füzete 2. kiadás. Kecskemét, 1854. A rendőrség a már kinyomatott példányokat lefoglalta s a cs. k. miniszterium is csak a kijelölt helyek elhagyásával engedte meg 1858-ban azok kibocsátását, mely változtatásokkal ki sem bocsáttatott. Uj címlappal 1861-ben jelent meg.) 2. füzet. Kecskemét, 1857. (a Különféle v. v. papi dolgozatok 9. füzete, szerző arck.) 3. füzet, Pest, 1864.
- Félelem nélküli szólásra és nem hallgatásra serkentő és bátorító okok... kezdé kecskeméti ref. egyházban máj. 1. 1856. rendes lelkészi hivatalát. Kecskemét. 1856. (Imák és beszédek.)
- Konkordantzia, vagy szentirati szókönyv, mely magában foglalja a Károli Gáspár fordítása szerint ó- és uj-szövetségben előforduló nevezetesebb szókat, tárgyakat, szólásmódokat és ezek magyarázatát a megfelelő bibliai helyekkel együtt. Kecskemét, 1857. 1861. I. és II. kötet. A-I. (A többinek kiadása elmaradt a bibliának kilátásba helyezett revisiója miatt. Ism. Prot. Egyh. és Isk. Lap 1862. 744. l.)
- Rövid válasz nt. Török Pál úrnak, mint a Korrajzok előterjesztőjének. Kecskemét, 1858. (A kecskeméti és pesti iskolák felette heves harcát tárgyalja a röpirat.) Online hozzáférés
- A kecskeméti egyház felelete Török Pál korrajzaira. Kecskemét, 1859. (Ism. Sárospataki Füzetek és Prot. Egyh. és Isk. Lap 1860.)
- Agenda. Egyházi szertartási beszédek és imák, s ezekhez mellékletűl jegyzetek és utasítások. Pest, 1866. (Ism. Prot. Lap 878. l. 2. kiadás Kecskemét, 1875. A munka végén közölve van a magyar ref. agendák vagy liturgiák ismertetése, mely az agenda-irodalom történetének tekinthető.)

Szerkesztette: a Különféle Viszonyokra Vonatkozó Papi Dolgozatok c. gyűjteményt 1849–58. Kecskeméten, összesen 12 füzetet és új folyamát Szász Károlylyal 1860-ban (Pest, 3 kötet); Papi Dolgozatok Gyászesetekre 1850–71. Kecskeméten, 14 füzet. (Ism. Prot. Egyh. és Isk. Lap 1859. 447. l.) Magyar protestáns egyházirodalmi ismertetések és birálatok 1. füzet Kecskemét, 1851. (a Papi dolgozatok füzeteihez mellékelve jelent meg ívenként); Kecskeméti Protestáns Közlöny, füzetek az egyház és iskola körében 1858–60. (Kecskemét, 5. füzet); Kecskeméti Lelkészi Tár, a gyakorlati lelkészetre tartozó munkák gyűjteménye, Pest, 1870–71. (3 füzet.) Dolgozatai az általa szerkesztett füzetekben, Szász Gerő Prédikátori Tárában (Kolozsvár, 1871–73.) és Czelder Evangeliumi Lelkészi Tárában (Kecskemét, 1885.)
Arcképe kőnyomatban a 4. sz. munka 2. füzete mellett.
Költeményekkel és elbeszéléssel lépett föl a Honművészben (1839.) és Regélőben (1841.); azután mint kiváló szónok az egyházi téren munkálkodott. Cikke: A kunszentmiklósi egyház eredete s személyzete. (Prot. Egyh. és Isk. Lap 1847. 49. sz.)